# 289586 Shackleton
289586 Shackleton este un asteroid din centura principală de asteroizi.

## Descriere
289586 Shackleton este un asteroid din centura principală de asteroizi. A fost descoperit pe 30 martie 2005 la Vicques de Michel Ory. Asteroidul prezintă o orbită caracterizată de o semiaxă mare de 2,37 ua, o excentricitate de 0,13 și o înclinație de 2,1° în raport cu ecliptica.